# Tolosa (Leyte)
Tolosa ist eine philippinische Stadtgemeinde in der Provinz Leyte auf der Insel Leyte. Sie hat 20.978 Einwohner (Zensus 1. August 2015), die in 15 Barangays leben. Die Gemeinde wird als teilweise urban beschrieben und gehört zur fünften Einkommensklasse der Gemeinden auf den Philippinen. Ihre Nachbargemeinden sind Tabontabon im Westen, Tanauan im Norden und Dulag im Süden. Tolosa grenzt im Osten an den Golf von Leyte und ist von Tacloban City über den Maharlika Highway zu erreichen. 
Nordwestlich der Gemeinde dehnt sich ein ausgedehntes Marschland im Leyte-Sab-a-Becken aus. In der Gemeinde befindet sich ein Campus der Visayas State University.

## Baranggays
| - Burak - Canmogsay - Cantariwis - Capangihan - Doña Brigida | - Imelda - Malbog - Olot - Opong - Poblacion | - Quilao - San Roque - San Vicente - Tanghas - Telegrafo |